# Mesotes rutilus
A espécie Mesotes rutilus (nome atualizado pela última revisão taxonômica), também conhecida como Thamnodynastes rutilus, foi originalmente descrita como Dryophylax rutilus por Prado (1942). Pertence à família Colubridae e pode ser facilmente identificada através de uma mancha avermelhada na sexta infralabial.

## Distribuição geográfica e habitat
M. rutilus possui uma ampla distribuição no Brasil, ocorrendo nos estados de São Paulo, Minas Gerais e no Distrito Federal. A espécie está associada a cursos d’água e pode ser encontrada tanto em áreas florestais quanto em paisagens abertas de interflúvio. Em Minas Gerais, no Parque Nacional da Serra da Canastra, foi registrada em vegetação arbustiva próxima ao Rio São Francisco, cerca de 1 metro acima do curso d’água.

## Hábitos e ecologia
A espécie apresenta atividade noturna e hábito semi-aquático. Sua dieta é baseada principalmente em anfíbios e peixes. Foi observada em ambientes florestais e abertos, mostrando adaptação a diferentes biomas.

## Reprodução
Mesotes rutilus é uma espécie vivípara, ou seja, dá à luz filhotes já desenvolvidos, sem a deposição de ovos.

## Comportamento Defensivo e Mimetismo
Quando ameaçada, M. rutilus apresenta uma série de comportamentos defensivos que incluem: descarga cloacal, ataque com mordida, fugas locomotoras, triangulação da cabeça, ataque falso, movimentos erráticos, postura em S, e elevação da porção anterior do corpo.

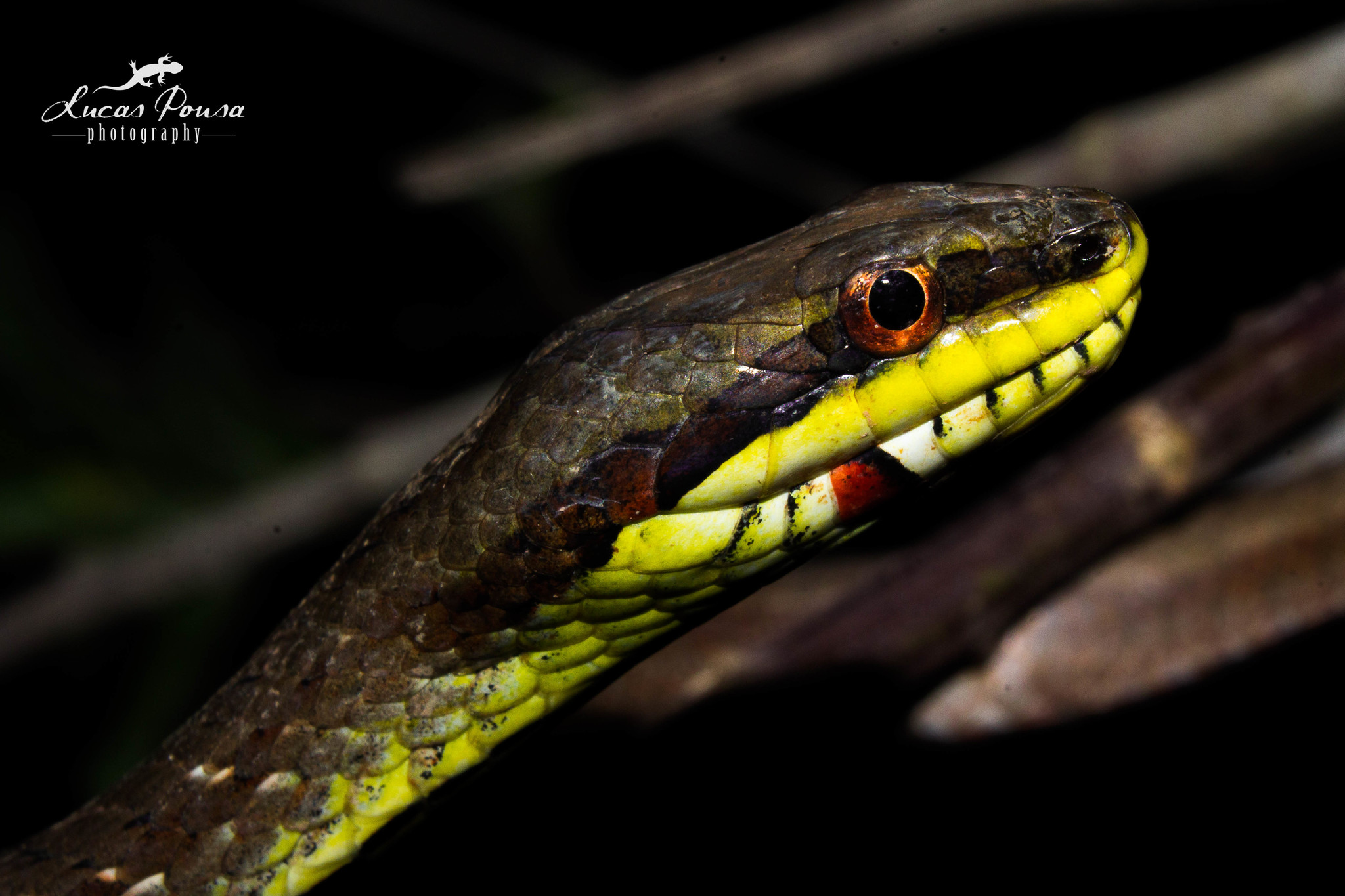
Mesotes rutilus: sexta infralabial

Ataques com mordida e descarga cloacal foram registrados apenas durante a manipulação do animal, sugerindo que esses comportamentos são utilizados como mecanismo defensivo extremo contra predadores.
Estudos indicam que M. rutilus pode mimetizar serpentes do gênero Bothrops, que são altamente peçonhentas. O comportamento defensivo semelhante, aliado à coloração críptica, sugere que esse mimetismo pode desencorajar ataques de predadores, uma estratégia já observada em outros estudos com serpentes.

## Status de conservação
A espécie é classificada como "Dados Deficientes (DD)" na lista de espécies ameaçadas do estado de São Paulo, devido à escassez de informações sobre sua biologia e distribuição.

## Importância e necessidade de estudos
Mesotes rutilus é uma serpente pouco conhecida, e há lacunas significativas em seu estudo, especialmente no que se refere à sua biologia, ecologia e distribuição. Dados adicionais são fundamentais para estratégias de conservação, manejo da espécie e possíveis programas de reprodução em cativeiro.